# میگوهای ژرفا
میگوهای ژرفا (نام علمی: Aristeidae) نام یک خانواده از بالاخانواده درازمنقارچه‌واران است.